# Achille d'Havet
Achille d'Havet (Bologna, 24 marzo 1888 – Roma, 21 aprile 1966) è stato un generale italiano, attivo durante la seconda guerra mondiale.
Arruolatosi nel Regio Esercito nel 1908, entrò negli Alpini e come capitano combatté sul fronte italiano da maggio a dicembre, guadagnando per il comando della sua compagnia due Medaglie d'argento al valor militare. Dall'inizio del 1916 operò come ufficiale di collegamento tra il comando della 3ª Armata e i reparti alpini dipendenti. Nel 1919 lasciò gli Alpini e servì negli stati maggiori di distretti militari, quindi nel 1924 rientrò nella specialità. Tenente colonnello dal 1926, fu capo di stato maggiore dei distretti militari di Ravenna e Bari, quindi dal 1935 fu comandante del Corpo d'armata di Milano. Appena dopo l'inizio della seconda guerra mondiale prese il comando della 4ª Divisione alpina "Cuneense" con il grado di generale di brigata.
Tra novembre 1940 e febbraio 1941 combatté sul fronte greco-albanese al comando della 47ª Divisione fanteria, che poté solo tenere le posizioni sulle quali era stata ricacciata dall'esercito greco. Fu quindi rimpatriato e dal novembre 1941 fu comandante della 206ª Divisione costiera, dislocata in Sicilia. Il 12 luglio 1943, poco dopo lo sbarco degli Alleati, cadde prigioniero e fu liberato solo alla fine del 1944. Dopo la guerra si ritirò dal servizio attivo e morì a Roma nel 1966.

## Biografia

### Inizi e prima guerra mondiale
Achille d'Havet nacque il 24 marzo 1888 a Bologna da Maria Baistrocchi e dal marchese Giuseppe d'Havet (Firenze 1861 - Roma, 31 luglio 1929), tenente dell'arma del genio nel Regio Esercito, all'epoca in servizio nel Comando artiglieria e genio della città. Seguendo le orme paterne, entrò all'Accademia militare di Modena il 15 novembre 1906, ottenendo il brevetto di sottotenente il 4 settembre 1908; fu assegnato al 3º Reggimento alpini. Il 7 settembre 1911 divenne tenente e poco dopo fu riassegnato al battaglione "Fenestrelle", che s'imbarcò alla volta della Tripolitania poco dopo l'inizio della guerra italo-turca. Nel corso dei combattimenti ebbe modo di distinguersi e, nell'ottobre 1912, fu decorato con una Medaglia di bronzo; rientrò in Italia due mesi più tardi e il 13 maggio 1914, alla vigilia della prima guerra mondiale, fu elevato al grado di capitano e spostato al battaglione alpini "Susa": ricevette il comando della 102ª Compagnia, che guidò nell'occupazione del monte Stol e di Caporetto rispettivamente il 24 e 26 maggio 1915; il 31 maggio si mise in un luce nel corso del deciso assalto al costone Ursic, infine preso agli austro-ungarici, e fu perciò insignito di una Medaglia d'argento al valor militare. Il 16 giugno d'Havet partecipò al sanguinoso attacco al Monte Nero, che coinvolse l'intero battaglione "Susa": dopo la conclusione vittoriosa dell'operazione d'Havet fu decorato con una seconda MEdaglia d'argento. Il 1º dicembre 1915, viste le sue capacità, fu richiamato dal fronte e posto nel corso di praticantato di stato maggiore. Il 15 marzo 1916 conseguì il diploma e tornò al fronte come ufficiale di stato maggiore degli alpini distaccato presso il quartier generale della 3ª Armata. Nell'agosto 1917 fu promosso maggiore e si distinse nelle sue mansioni dopo la crisi di Caporetto e la riorganizzazione del fronte sul fiume Piave; nel luglio 1918, perciò, fu insignito della Croce al merito di guerra. Dopo il termine del conflitto lasciò gli Alpini.

### Il periodo interbellico
Il 10 aprile 1919 d'Havet fu integrato nel comando della Divisione militare di Bologna, quindi il 18 gennaio 1920 iniziò a frequentare la Scuola di guerra di Torino; il 13 novembre 1921 concluse gli studi e il 1º dicembre fu assegnato al comando della Divisione militare di Firenze, lasciando la sua casa a Bologna il 16 gennaio 1922. Il 7 dicembre 1924 rientrò negli Alpini e il 20 gennaio 1925 assunse il comando del Battaglione "Morbegno" alle dipendenze del 6º Reggimento; dal 1º novembre 1926 il battaglione passò al 5º Reggimento alpini. Il 4 giugno 1926 divenne tenente colonnello e il 1º maggio 1927 fu inserito nel corpo di stato maggiore e dal 15 luglio fu capo di stato maggiore del comando della Divisione militare di Ravenna. Dal 16 marzo 1931 fu capo di stato maggiore del comando della Divisione militare di Bari e il 28 novembre 1932 raggiunse il grado di colonnello: fu perciò posto a capo del 152º Reggimento della Brigata "Sassari", che controllò sino al 16 settembre 1935, data alla quale fu investito del comando del Corpo d'armata di Milano. Nel frattempo, l'8 marzo 1934, aveva ereditato il titolo nobiliare del padre. Alla fine degli anni trenta fu nominato generale di brigata e il 9 settembre 1939, otto giorni dopo l'inizio della seconda guerra mondiale, prese il comando della 4ª Divisione alpina "Cuneense".

### La seconda guerra mondiale
Il 10 giugno 1940 il Regno d'Italia entrò in guerra a fianco della Germania nazista e alla data il generale d'Havet lasciò il comando della divisione per rimanere a disposizione del capo di stato maggiore dell'esercito, generale Pietro Badoglio. Il 15 novembre fu scelto quale nuovo comandante della 47ª Divisione fanteria "Bari", destinata a operare sul fronte albanese, sotto pressione delle forze armate elleniche. La divisione sostenne duri scontri nella regione del Pindo, in condizioni ambientali sfavorevoli e con carenza di mezzi motorizzati, riuscendo a stento a frenare l'avanzata greca. Il 18 febbraio 1941 d'Havet fu richiamato in patria e servì per diversi mesi nel comando della Difesa territoriale di Milano; quindi dal 15 novembre ebbe ai suoi ordini la 206ª Divisione costiera, in Sicilia. Pose il proprio quartier generale a Ragusa ed ebbe la responsabilità della difesa della linea Pozzallo-Pachino-Noto-Cassibile-Siracusa. Il 1º gennaio 1942 fu promosso al grado di generale di divisione e fu messo nella riserva ufficiali, pur mantenendo l'incarico in qualità di richiamato temporaneo. Il 9 luglio 1943, dopo perduranti bombardamenti aerei preparatori, forze anglo-americane sbarcarono sulle coste sud-orientali della Sicilia; d'Havet tentò di opporre una resistenza coordinata e, localmente, rallentò l'avanzata nell'interno dei reparti nemici, sì che il bollettino di guerra numero 1143 del 12 luglio 1943 citava il generale e la divisione "per la magnifica resistenza nelle posizioni ad essa affidate". Quello stesso giorno, tuttavia, d'Havet cadde prigioniero con l'intero comando mentre si trovava a Modica, non lontano da Ragusa; s'incontrò con il maresciallo Bernard Law Montgomery, che gli concesse di portare la pistola anche se prigioniero di guerra.

### Ultimi anni e morte
D'Havet fu liberato a fine 1944 e tornò in Italia il 26 dicembre di quell'anno, lasciando il servizio attivo nell'esercito a partire dal 1º marzo 1945; si stabilì a Roma. Il 1º luglio 1947 ebbe la promozione onoraria a generale di corpo d'armata e nel 1954 pubblicò un saggio, intitolato L'artiglieria da montagna. I genieri alpini. Morì nella sua residenza il 21 aprile 1966, all'età di 78 anni.

### Annotazioni
1. ↑  Con la stessa motivazione venne insignito anche il tenente Bonomo Carbonera.

### Fonti
1. 1 2 3 4 5   noialpini bolognesiromagnoli, su noialpini.it. URL consultato il 14 luglio 2015.
2. ↑   Siracusa. Combattimenti sul ponte dell'Anapo (pdf) (PDF), su antoniorandazzo.it. URL consultato il 14 luglio 2015 (archiviato dall'url originale il 4 marzo 2016).
3. ↑   Ass. Naz. Alpini sez. Conegliano -1966- Notizie varie, su anaconegliano.it. URL consultato il 14 luglio 2015 (archiviato dall'url originale il 4 marzo 2016).